# Sumatra Południowa
Sumatra Południowa (indonez. Sumatera Selatan) – prowincja w Indonezji w południowo-wschodniej części Sumatry. Powierzchnia 86 771 km²; 8,7 mln mieszkańców (2022); stolica Palembang. Dzieli się na 4 okręgi miejskie i 10 dystryktów. W 2000 r. z części terytorium prowincji utworzono nową, Wyspy Bangka i Belitung. 
Powierzchnia głównie nizinna, większą część zajmują tereny bagienne; liczne rzeki uchodzące do cieśniny Bangka i morza Jawajskiego.
Słabo rozwinięta sieć dróg, zwłaszcza we wschodniej, nadbrzeżnej części prowincji, duże znaczenie jako szlaki komunikacyjne mają rzeki.
Gospodarka opiera się na rolnictwie (ryż, kukurydza, kawa, kauczuk); eksploatacja lasów; rybołówstwo; przemysł gł. spożywczy, drzewny; ważną rolę odgrywa turystyka. 
Główne miasta: Palembang, Lubuklinggau, Prabumulih, Pagar Alam.